# Суходул-Влосцянський
Суходул-Влосцянський (пол. Suchodół Włościański) — село в Польщі, у гміні Сабне Соколовського повіту Мазовецького воєводства. Населення — 286 осіб (2011).

## Історія
За даними етнографічної експедиції 1869—1870 років під керівництвом Павла Чубинського, у селі переважно проживали римо-католики, меншою мірою — греко-католики, які здебільшого розмовляли українською мовою.
У 1975—1998 роках село належало до Седлецького воєводства.

## Демографія
Демографічна структура станом на 31 березня 2011 року:
|          | Загалом | Допрацездатний вік | Працездатний вік | Постпрацездатний вік |
| -------- | ------- | ------------------ | ---------------- | -------------------- |
| Чоловіки | 150     | 39                 | 91               | 20                   |
| Жінки    | 136     | 30                 | 68               | 38                   |
| Разом    | 286     | 69                 | 159              | 58                   |